# 索马维苏威亚纳
索马维苏威亚纳（義大利語：Somma Vesuviana），是意大利坎帕尼亞大區那不勒斯廣域市的一个市镇。总面积30.74平方公里，人口35097人，人口密度1141.7人/平方公里（2009年）。ISTAT代码为063079。